# Tosirips magyarus
Tosirips magyarus är en fjärilsart som beskrevs av Józef Razowski 1987. Tosirips magyarus ingår i släktet Tosirips och familjen vecklare. Inga underarter finns listade i Catalogue of Life.